# Candona biangulata
Candona biangulata är en kräftdjursart som beskrevs av Clarence Clayton Hoff 1942. Candona biangulata ingår i släktet Candona och familjen Candonidae. Inga underarter finns listade.